# Neoxorides caryae
Neoxorides caryae là một loài tò vò trong họ Ichneumonidae.